# Prosoplus albescens
Prosoplus albescens är en skalbaggsart som beskrevs av Stefan von Breuning 1938. Prosoplus albescens ingår i släktet Prosoplus och familjen långhorningar. Inga underarter finns listade i Catalogue of Life.